# Juan Sebastián Cabal
Juan Sebastián Cabal (Cali, 25 aprile 1986) è un ex tennista colombiano.
Specialista in doppio, il 15 luglio 2019 ha conquistato il Torneo di Wimbledon in coppia con Robert Farah ed era diventato numero uno del mondo di specialità. Quello stesso anno ha vinto con Farah anche gli US Open.

## Carriera

### 2001-2010, primi titoli minori, esordio in Coppa Davis
Fa il suo esordio tra i professionisti nel 2001, inizia a giocare con continuità nel 2005 e l'anno successivo alza il primo trofeo vincendo in doppio il torneo ITF Futures Bolivia F2. Nei primi anni di carriera consegue discreti risultati anche in singolare e il primo titolo di specialità arriva nel 2007 al Futures Colombia F4. Nel 2008 si aggiudica il primo titolo delle ATP Challenger Series al torneo di doppio di Cali in coppia con Alejandro Falla. Quell'anno vince altri due tornei Challenger in doppio ed entra per la prima volta nella top 200 del ranking ATP. Fa inoltre il suo esordio nella squadra colombiana di Coppa Davis in occasione della sfida persa 4-1 con il Brasile, viene schierato in singolare e perde entrambi gli incontri disputati. Vince i primi incontri in Coppa Davis l'anno successivo imponendosi in doppio e nell'ultimo singolare che sigilla la vittoria per 5–0 sull'Uruguay. Nel 2009 e 2010 continua a giocare nei circuiti minori e si mette in luce soprattutto in doppio vincendo diversi tornei.

### 2011, finale al Roland Garros e top 40
Il 2011 è l'anno della svolta, abbandona i tornei Futures dopo averne vinti 3 in singolare e 9 in doppio, e a febbraio raggiunge il best ranking in carriera in singolare al 184º posto. Dopo essere entrato in maggio nella top 100 di doppio, si impone all'attenzione mondiale al torneo di doppio del Roland Garros, dove fa il suo esordio nel circuito maggiore e raggiunge a sorpresa la finale in coppia con Eduardo Schwank, desta sensazione soprattutto la vittoria in semifinale contro i fuoriclasse e numeri 1 del mondo Bob e Mike Bryan, e nell'incontro che assegna il titolo perdono al terzo set contro Maks Mirny / Daniel Nestor; a fine torneo Cabal sale alla 39ª posizione mondiale. Con il connazionale Robert Farah vince alcuni incontri anche a Wimbledon e agli US Open, mentre con Florian Mayer si spinge fino in semifinale al Cincinnati Masters e a ottobre si porta alla 21ª posizione ATP. Quello stesso mese vince il suo unico torneo Challenger in singolare in carriera ad Aguascalientes battendo in finale proprio Farah.

### 2012-2014, due titoli ATP e top 20
Nel 2012 debutta con una sconfitta nel circuito maggiore in singolare ad Acapulco, nel prosieguo dell'attività dirada gli impoegni in singolare, giocherà un solo altro incontro ATP e disputerà l'ultimo incontro in carriera in un tabellone di qualificazione nel 2016. Ad aprile raggiunge il 20º posto del ranking in doppio, e il miglior risultato stagionale è la finale ATP raggiunta a 's-Hertogenbosch, persa in coppia con Dmitrij Tursunov. Fa il suo esordio olimpico ai Giochi di Londra e perde al primo turno in coppia con Santiago Giraldo. Nel gennaio 2013 raggiunge i quarti di finale agli Australian Open, a maggio viene sconfitto assieme a Farah a Nizza nella sua terza finale del circuito maggiore. Nel gennaio 2014 vince il suo ultimo torneo Challenger a Bucaramanga e abbandona la categoria con 17 titoli in doppio e uno in singolare. Dopo aver perso altre due finali ATP, vince il primo torneo in questa categoria nel febbraio 2014 a Rio de Janeiro in coppia con Farah, grazie al successo in finale su David Marrero / Marcelo Melo per 6–4, 6–2. Perde le tre finali successive, tra cui quella al Masters di Miami (la prima in un torneo Masters), e ad agosto trionfa di nuovo con Farah a Winston-Salem. In questo periodo inizia a giocare quasi esclusivamente con Farah.

### 2015-2018, 10 titoli ATP, finale agli Australian Open e top 5
Nel 2015 la coppia colombiana disputa 5 finali e vince quelle di San Paolo del Brasile e Ginevra; a febbraio Cabal si porta alla 18ª posizione mondiale, migliorando il best ranking dopo quasi tre anni. Nel 2016 vincono 4 delle 5 finali raggiunte; al primo turno del torneo olimpico di Rio eliminano i numeri 1 e 2 del mondo Pierre-Hugues Herbert / Nicolas Mahut ed escono di scena al secondo turno. Nel 2017 Cabal vince il titolo del doppio misto agli Australian Open in coppia con la statunitense Abigail Spears. Quell'anno torna a giocare una semifinale in doppio maschile in uno Slam al Roland Garros, sei anni dopo quella vinta nello stesso torneo, e viene battuto in rimonta da Ryan Harrison / Michael Venus. Quella stagione si aggiudica tre titoli ATP 250 tra cui quello a Los Cabos con Treat Conrad Huey, il primo torneo ATP che non ha vinto con Farah. Torna a giocare con Farah e agli Australian Open 2018 eliminano in semifinale i fratelli Bryan, vengono sconfitti in finale da Oliver Marach / Mate Pavic, risultati che portano Cabal al 14º posto mondiale. A maggio vincono il loro primo titolo in un Masters 1000 agli Internazionali d'Italia grazie al successo in finale su Pablo Carreño Busta / João Sousa, e a fine torneo Cabal entra per la prima volta nella top 10. Sconfitti in finale a Cincinnati, raggiungono per la prima volta la semifinale agli US Open e perdono al terzo set contro Mike Bryan / Jack Sock. Si qualificano per la prima volta alle ATP Finals, superano il round-robin e vengono eliminati in semifinale. Cabal chiude la stagione con il nuovo miglior ranking in 5ª posizione.

### 2019, trionfi a Wimbledon e agli US Open, altri tre titoli ATP e nº 1 del mondo
Il 2019 è la migliore stagione di Cabal e Farah, il primo successo arriva in aprile all'ATP 500 di Barcellona e il mese successivo si confermano campioni a Roma. Perdono la semifinale al Roland Garros contro Jeremy Chardy / Fabrice Martin e a fine giugno vincono il titolo a Eastbourne. Conseguono il più prestigioso successo da inizio carriera vincendo il torneo di Wimbledon con il successo per 6–3 nel quinto set contro Nicolas Mahut / Édouard Roger-Vasselin, dopo che i primi 4 si erano decisi al tie-break. Il trionfo porta Cabal e Farah appaiati in vetta alla classifica mondiale. Sconfitti in finale a Cincinnati, ripetono l'impresa di Londra imponendosi anche nello Slam newyorkese, perdono un solo set in tutto il torneo e in finale sconfiggono per 6–4, 7–5 Marcel Granollers / Horacio Zeballos. Per il secondo anno consecutivo accedono alle Finals di Londra, nonostante due sconfitte nel round robin arrivano in semifinale e perdono in tre set contro Raven Klaasen / Michael Venus.

### 2020-2022, tre titoli ATP e discesa nel ranking
Eliminato al secondo turno agli Australian Open 2020 in coppia con Jaume Munar, a febbraio scende al secondo posto in classifica, lasciando il primato a Farah. Continuano a giocare assieme nei tornei successivi e per la prima volta dopo 6 stagioni nel 2020 Cabal non vince alcun titolo, raggiunge comunque con Farah due finali ATP e la semifinale al Roland Garros. Pur essendo i numeri 1 e 2 del mondo, nell'arco della stagione non accumulano punti sufficienti per partecipare alle ATP Finals. Nel 2021 vince con Farah gli ATP 500 di Dubai, Barcellona e Vienna e conseguono buoni risultati anche al Roland Garros e a Wimbledon, mentre ai Giochi di Tokyo vengono eliminati nei quarti. Escono dalla top 10 ma vi fanno rientro con il successo a Vienna, partecipano alle ATP Finals e vengono eliminati nel round-robin con 1 vittoria e due sconfitte. Nel 2022 superano il secondo turno solo in tre occasioni, raggiungendo le finali a Monte Carlo e Madrid e la semifinale a Wimbledon, dove non vengono assegnati punti del ranking per la protesta dell'ATP contro gli organizzatori che hanno escluso i tennisti russi e bielorussi a causa del conflitto in Ucraina. Ad agosto Cabal scende alla 30ª posizione del ranking, la peggiore dal maggio 2017, e con Farah si riscatta subito raggiungendo la semifinale agli US Open, grazie alla quale tornano appaiati alla 15ª posizione.

### 2023, una finale ATP
Apre la stagione 2023 con Farah e dopo i quarti nei tornei di Adelaide 1 e Adelaide 2 si fermano al terzo turno agli Australian Open. A febbraio perde la finale di Rio de Janeiro in coppia con Marcelo Melo. Torna a giocare con Farah e non superano mai il secondo turno nei 9 tornei successivi. Perde diverse posizioni in classifica e dopo le eliminazioni nelle fasi iniziali del Roland Garros e Wimbledon gioca con alcuni altri partner senza ottenere risultati di rilievo.
Poco prima dell'US Open insieme al suo compagno di doppio Robert Farah annuncia che il 2023 sarà la loro ultima stagione. A settembre disputano il loro ultimo incontro da professionisti imponendosi in doppio nella sfida di Coppa Davis contro l'Ucraina.

## Statistiche

### Doppio

#### Vittorie (20)
| Legenda doppio       |
| Grande Slam (2)      |
| ATP Finals (0)       |
| ATP Masters 1000 (2) |
| ATP Tour 500 (6)     |
| ATP Tour 250 (10)    |

| N.  | Data             | Torneo                                     | Superficie  | Compagno     | Avversari in finale                  | Punteggio                           |
| 1.  | 23 febbraio 2014 | Rio Open, Rio de Janeiro                   | Terra rossa | Robert Farah | David Marrero Marcelo Melo           | 6–4, 6–2                            |
| 2.  | 23 agosto 2014   | Winston-Salem Open, Winston-Salem          | Cemento     | Robert Farah | Jamie Murray John Peers              | 6–3, 6–4                            |
| 3.  | 15 febbraio 2015 | Brasil Open, San Paolo                     | Terra rossa | Robert Farah | Paolo Lorenzi Diego Schwartzman      | 6–4, 6–2                            |
| 4.  | 23 maggio 2015   | Geneva Open, Ginevra                       | Terra rossa | Robert Farah | Raven Klaasen Lu Yen-hsun            | 7–5, 4–6, [10–7]                    |
| 5.  | 14 febbraio 2016 | Argentina Open, Buenos Aires               | Terra rossa | Robert Farah | Íñigo Cervantes Paolo Lorenzi        | 6–3, 6–0                            |
| 6.  | 21 febbraio 2016 | Rio Open, Rio de Janeiro (2)               | Terra rossa | Robert Farah | Pablo Carreño Busta David Marrero    | 7–6(5), 6–1                         |
| 7.  | 21 maggio 2016   | Open de Nice Côte d'Azur, Nizza            | Terra rossa | Robert Farah | Mate Pavić Michael Venus             | 4–6, 6–4, [10–8]                    |
| 8.  | 23 ottobre 2016  | Kremlin Cup, Mosca                         | Cemento (i) | Robert Farah | Julian Knowle Jürgen Melzer          | 7–5, 4–6, [10–5]                    |
| 9.  | 19 febbraio 2017 | Argentina Open, Buenos Aires (2)           | Terra rossa | Robert Farah | Santiago González David Marrero      | 6–1, 6–4                            |
| 10. | 7 maggio 2017    | BMW Open, Monaco di Baviera                | Terra rossa | Robert Farah | Jérémy Chardy Fabrice Martin         | 6–3, 6–3                            |
| 11. | 5 agosto 2017    | Abierto Mexicano Los Cabos Open, Los Cabos | Cemento     | Treat Huey   | Sergio Galdós Roberto Maytín         | 6–2, 6–3                            |
| 12. | 20 maggio 2018   | Internazionali d'Italia, Roma              | Terra rossa | Robert Farah | Pablo Carreño Busta João Sousa       | 3–6, 6–4, [10–4]                    |
| 13. | 28 aprile 2019   | Barcelona Open, Barcellona                 | Terra rossa | Robert Farah | Jamie Murray Bruno Soares            | 6–4, 7–6(4)                         |
| 14. | 19 maggio 2019   | Internazionali d'Italia, Roma (2)          | Terra rossa | Robert Farah | Raven Klaasen Michael Venus          | 6–1, 6–3                            |
| 15. | 28 giugno 2019   | Eastbourne International, Eastbourne       | Erba        | Robert Farah | Máximo González Horacio Zeballos     | 3–6, 7–6(4), [10–6]                 |
| 16. | 13 luglio 2019   | Torneo di Wimbledon, Londra                | Erba        | Robert Farah | Nicolas Mahut Édouard Roger-Vasselin | 6(5)–7, 7–6(5), 7–6(6), 6(5)–7, 6–3 |
| 17. | 6 settembre 2019 | US Open, New York                          | Cemento     | Robert Farah | Marcel Granollers Horacio Zeballos   | 6–4, 7–5                            |
| 18. | 20 marzo 2021    | Dubai Tennis Championships, Dubai          | Cemento     | Robert Farah | Nikola Mektić Mate Pavić             | 7–6(0), 7–6(4)                      |
| 19. | 25 aprile 2021   | Barcelona Open, Barcellona (2)             | Terra rossa | Robert Farah | Kevin Krawietz Horia Tecău           | 6–4, 6–2                            |
| 20. | 31 ottobre 2021  | Vienna Open, Vienna                        | Cemento (i) | Robert Farah | Rajeev Ram Joe Salisbury             | 6–4, 6–2                            |

#### Finali perse (26)
| Legenda doppio       |
| Grande Slam (2)      |
| ATP Finals (0)       |
| ATP Masters 1000 (5) |
| ATP Tour 500 (5)     |
| ATP Tour 250 (14)    |

| N.  | Data             | Torneo                                                | Superficie      | Compagno           | Avversari in finale                   | Punteggio              |
| 1.  | 4 giugno 2011    | Open di Francia, Parigi                               | Terra rossa     | Eduardo Schwank    | Maks Mirny Daniel Nestor              | 6(3)–7, 6–3, 4–6       |
| 2.  | 23 giugno 2012   | UNICEF Open, 's-Hertogenbosch                         | Erba            | Dmitrij Tursunov   | Robert Lindstedt Horia Tecău          | 3–6, 6(1)–7            |
| 3.  | 25 maggio 2013   | Open de Nice Côte d'Azur, Nizza                       | Terra rossa     | Robert Farah       | Johan Brunström Raven Klaasen         | 3–6, 2–6               |
| 4.  | 5 gennaio 2014   | Brisbane International, Brisbane                      | Cemento         | Robert Farah       | Daniel Nestor Mariusz Fyrstenberg     | 7–6(4), 4–6, [7–10]    |
| 5.  | 9 febbraio 2014  | Chile Open, Viña del Mar                              | Terra rossa     | Robert Farah       | Florin Mergea Oliver Marach           | 3–6, 4–6               |
| 6.  | 2 marzo 2014     | Brasil Open, San Paolo                                | Terra rossa (i) | Robert Farah       | Philipp Oswald Guillermo García López | 7–5, 4–6, [13–15]      |
| 7.  | 29 marzo 2014    | Miami Open, Miami                                     | Cemento         | Robert Farah       | Bob Bryan Mike Bryan                  | 6(8)–7, 4–6            |
| 8.  | 20 luglio 2014   | Colombia Open, Bogotà                                 | Cemento         | Nicolás Barrientos | Samuel Groth Chris Guccione           | 6(5)–7, 7–6(3), [9–11] |
| 9.  | 25 luglio 2015   | Swedish Open, Båstad                                  | Terra rossa     | Robert Farah       | Jérémy Chardy Łukasz Kubot            | 7–6(6), 3–6, [8–10]    |
| 10. | 2 agosto 2015    | German Open Hamburg, Amburgo                          | Terra rossa     | Robert Farah       | John Peers Jamie Murray               | 6–2, 3–6, [8–10]       |
| 11. | 11 ottobre 2015  | Japan Open Tennis Championships, Tokyo                | Cemento         | Robert Farah       | Raven Klaasen Marcelo Melo            | 6(5)–7, 6–3, [7–10]    |
| 12. | 1º maggio 2016   | BMW Open, Monaco di Baviera                           | Terra rossa     | Robert Farah       | Henri Kontinen John Peers             | 3–6, 6–3, [7–10]       |
| 13. | 25 febbraio 2017 | Rio Open, Rio de Janeiro                              | Terra rossa     | Robert Farah       | Pablo Carreño Busta Pablo Cuevas      | 4–6, 7–5, [8–10]       |
| 14. | 30 aprile 2017   | Hungarian Open, Budapest                              | Terra rossa     | Robert Farah       | Brian Baker Nikola Mektić             | 6(2)–7, 4–6            |
| 15. | 27 maggio 2017   | Geneva Open, Ginevra                                  | Terra rossa     | Robert Farah       | Jean-Julien Rojer Horia Tecău         | 6–2, 6(9)–7, [6–10]    |
| 16. | 27 gennaio 2018  | Australian Open, Melbourne                            | Cemento         | Robert Farah       | Oliver Marach Mate Pavić              | 4–6, 4–6               |
| 17. | 18 febbraio 2018 | Argentina Open, Buenos Aires                          | Terra rossa     | Robert Farah       | Andrés Molteni Horacio Zeballos       | 3–6, 7–5, [3–10]       |
| 18. | 19 agosto 2018   | Cincinnati Open, Cincinnati                           | Cemento         | Robert Farah       | Jamie Murray Bruno Soares             | 6–4, 3–6, [6–10]       |
| 19. | 12 gennaio 2019  | Sydney International, Sydney                          | Cemento         | Robert Farah       | Jamie Murray Bruno Soares             | 4–6, 3–6               |
| 20. | 18 agosto 2019   | Cincinnati Open, Cincinnati (2)                       | Cemento         | Robert Farah       | Ivan Dodig Filip Polášek              | 6–4, 4–6, [6–10]       |
| 21. | 29 febbraio 2020 | Abierto Mexicano Telcel, Acapulco                     | Cemento         | Robert Farah       | Łukasz Kubot Marcelo Melo             | 6(6)–7, 7–6(4), [9–11] |
| 22. | 17 ottobre 2020  | Forte Village Sardegna Open, Santa Margherita di Pula | Terra rossa     | Robert Farah       | Marcus Daniell Philipp Oswald         | 3–6, 4–6               |
| 23. | 7 febbraio 2021  | Great Ocean Road Open, Melbourne                      | Cemento         | Robert Farah       | Jamie Murray Bruno Soares             | 3–6, 6(7)–7            |
| 24. | 17 aprile 2022   | Monte Carlo Masters, Monte Carlo                      | Terra rossa     | Robert Farah       | Rajeev Ram Joe Salisbury              | 3–6, 6–4, [7–10]       |
| 25. | 8 maggio 2022    | Madrid Open, Madrid                                   | Terra rossa     | Robert Farah       | Wesley Koolhof Neal Skupski           | 7–6(4), 4–6, [5–10]    |
| 26. | 26 febbraio 2023 | Rio Open, Rio de Janeiro (2)                          | Terra rossa     | Marcelo Melo       | Máximo González Andrés Molteni        | 1–6, 6(3)–7            |

### Doppio misto

#### Vittorie (1)
| Tornei del Grande Slam  |
| ----------------------- |
| Australian Open (1)     |
| Open di Francia (0)     |
| Torneo di Wimbledon (0) |
| US Open (0)             |

| N. | Data            | Torneo                     | Superficie | Partner        | Avversari in finale    | Punteggio |
| 1. | 29 gennaio 2017 | Australian Open, Melbourne | Cemento    | Abigail Spears | Sania Mirza Ivan Dodig | 6–2, 6–4  |

## Risultati in progressione
| Sigla | Risultato               |
| ----- | ----------------------- |
| V     | Vincitore               |
| F     | Finalista               |
| SF    | Semifinalista           |
| O     | Oro olimpico            |
| A     | Argento olimpico        |
| SF    | Bronzo olimpico         |
| QF    | Quarti di Finale        |
| 4T    | Quarto turno            |
| 3T    | Terzo turno             |
| 2T    | Secondo turno           |
| 1T    | Primo turno             |
| RR    | Round Robin             |
| LQ    | Turno di qualificazione |
| A     | Assente                 |
| ND    | Non disputato           |

| Legenda superfici    |
| -------------------- |
| Cemento              |
| Terra battuta        |
| Erba                 |
| Superficie variabile |

### Singolare
| Grande Slam                |     |     |     |     |     |
| Australian Open, Melbourne | A   | Q1  | Q1  | A   | 0–0 |
| Roland Garros, Parigi      | A   | Q2  | A   | A   | 0–0 |
| Wimbledon, Londra          | A   | Q1  | A   | A   | 0–0 |
| US Open, New York          | Q1  | Q1  | A   | A   | 0–0 |
| Vittorie–Sconfitte         | 0–0 | 0–0 | 0–0 | 0–0 | 0–0 |

### Doppio
| Grande Slam                |               |               |     |               |               |               |     |               |               |               |               |     |     |       |
| Australian Open, Melbourne | A             | A             | 2T  | QF            | 1T            | 2T            | 3T  | 3T            | F             | 1T            | 2T            | 2T  | 2T  | 17–11 |
| Roland Garros, Parigi      | A             | F             | 3T  | 3T            | 1T            | 1T            | 1T  | SF            | QF            | SF            | SF            | SF  | 1T  | 28–12 |
| Wimbledon, Londra          | A             | 3T            | 1T  | 3T            | 3T            | 2T            | 2T  | 2T            | 3T            | V             | ND            | QF  | SF  | 24–10 |
| US Open, New York          | A             | 2T            | 1T  | 1T            | 2T            | 2T            | 1T  | 3T            | SF            | V             | 2T            | 1T  | SF  | 20–19 |
| Vittorie–Sconfitte         | 0–0           | 8–3           | 3–4 | 7–4           | 3–4           | 3–4           | 3–4 | 9–4           | 14–4          | 16–2          | 6–3           | 8–4 | 9–4 | 89–44 |
| Torneo di Fine Anno        |               |               |     |               |               |               |     |               |               |               |               |     |     |       |
| ATP Finals, Londra         | A             | A             | A   | A             | A             | A             | A   | A             | SF            | SF            | A             | RR  |     | 4–7   |
| Vittorie–Sconfitte         | 0–0           | 0–0           | 0–0 | 0–0           | 0–0           | 0–0           | 0–0 | 0–0           | 2–2           | 1–3           | 0–0           | 1–2 | 0–0 | 4–7   |
| Giochi Olimpici            |               |               |     |               |               |               |     |               |               |               |               |     |     |       |
| Giochi Olimpici            | Non disputati | Non disputati | 1T  | Non disputati | Non disputati | Non disputati | 2T  | Non disputati | Non disputati | Non disputati | Non disputati | QF  | ND  | 3–3   |
| Vittorie–Sconfitte         | Non disputati | Non disputati | 0–1 | Non disputati | Non disputati | Non disputati | 1–1 | Non disputati | Non disputati | Non disputati | Non disputati | 2–1 | ND  | 3–3   |

### Doppio misto
| Grande Slam                |               |               |     |               |               |               |     |               |               |               |               |     |       |
| Australian Open, Melbourne | A             | A             | 1T  | 1T            | A             | QF            | 1T  | V             | QF            | QF            | 1T            | 1T  | 11–8  |
| Roland Garros, Parigi      | A             | A             | 1T  | QF            | 2T            | 1T            | 1T  | 2T            | QF            | 1T            | ND            |     | 6–8   |
| Wimbledon, Londra          | A             | 1T            | 1T  | 1T            | 2T            | 3T            | QF  | 3T            | QF            | A             | ND            |     | 7–8   |
| US Open, New York          | A             | A             | A   | A             | 1T            | QF            | 1T  | QF            | 2T            | A             | ND            |     | 5–5   |
| Vittorie–Sconfitte         | 0–0           | 0–1           | 0–3 | 2–3           | 1–3           | 5–4           | 3–4 | 9–3           | 7–4           | 2–2           | 0–1           | 0–1 | 29–29 |
| Giochi Olimpici            |               |               |     |               |               |               |     |               |               |               |               |     |       |
| Giochi Olimpici            | Non disputati | Non disputati | A   | Non disputati | Non disputati | Non disputati | A   | Non disputati | Non disputati | Non disputati | Non disputati | A   | 0–0   |
| Vittorie–Sconfitte         | Non disputati | Non disputati | 0–0 | Non disputati | Non disputati | Non disputati | 0–0 | Non disputati | Non disputati | Non disputati | Non disputati | 0–0 | 0–0   |